# Sun Zhifeng
Sun Zhifeng (chiń. 孙志峰; ur. 17 lipca 1991) – reprezentantka Chin w snowboardzie. Zajęła 7. miejsce w halfpipe’ie na mistrzostwach świata w Kangwŏn. Jej najlepszym wynikiem olimpijskim 7. miejsce w halfpipe’ie na igrzyskach w Vancouver. Najlepsze wyniki w Pucharze Świata osiągnęła w sezonie 2010/2011, kiedy to zajęła 3. miejsce w klasyfikacji generalnej (AFU), w klasyfikacji halfpipe’a również była trzecia.

## Sukcesy

### Igrzyska olimpijskie
| Miejsce | Dzień     | Rok  | Miejscowość | Konkurencja | Zwycięzca    |
| ------- | --------- | ---- | ----------- | ----------- | ------------ |
| 31.     | 13 lutego | 2006 | Turyn       | Halfpipe    | Hannah Teter |
| 7.      | 18 lutego | 2010 | Vancouver   | Halfpipe    | Torah Bright |

### Mistrzostwa Świata
| Miejsce | Dzień       | Rok  | Miejscowość | Konkurencja | Zwycięzca      |
| ------- | ----------- | ---- | ----------- | ----------- | -------------- |
| 7.      | 23 stycznia | 2009 | Kangwŏn     | Halfpipe    | Liu Jiayu      |
| 5.      | 20 stycznia | 2011 | La Molina   | Halfpipe    | Holly Crawford |

### Puchar Świata

#### Miejsca w klasyfikacji generalnej
- 2005/2006 – 109.
- 2006/2007 – 90.
- 2007/2008 – 25.
- 2008/2009 – 41.
- 2009/2010 – 16.
  - AFU[2]
- 2010/2011 – 3.

#### Zwycięstwa w zawodach
1. Gujō – 23 lutego 2008 (halfpipe)
2. Calgary – 30 stycznia 2010 (halfpipe)

#### Miejsca na podium
1. Valmalenco – 16 marca 2008 (halfpipe) – 3. miejsce
2. Gujō – 14 stycznia 2009 (halfpipe) – 2. miejsce
3. Kreischberg – 7 stycznia 2010 (halfpipe) – 2. miejsce
4. Stoneham – 22 stycznia 2010 (halfpipe) – 2. miejsce